# آنا ريجينا
آنا ريجينا هي مدينة، في غيانا، تقع في بوميرون-سوبنام ، وهي عاصمتها، بلغ عدد سكانها 12,448 نسمة وذلك حسب إحصائيات سنة 2001.